# Sheriff Drammeh
Sheriff Drammeh (Kista, Suecia, 8 de junio de 1996) es un jugador de baloncesto sueco que actualmente integra el plantel de Uppsala de la Svenska basketligan. Con 1,91 metros de altura juega en la posición de base.  

## Trayectoria
Drammeh es un jugador formado en el Södertälje Kings y en la temporada 2014-15 jugó en España militando en la Canarias Basketball Academy. Tras su paso por el equipo canario, Drammeh continuó con su formación en el baloncesto universitario de Estados Unidos militando en la Universidad de Hawái.
En la temporada 2015-16, con los Hawaii Warriors jugó un total de 31 partidos con una media de 13,8 minutos por encuentro, 1,1 rebotes, 0,5 asistencias y 1,7 puntos. En la temporada siguiente, jugó un total de 29 partidos con una media de 30,3 minutos por encuentro, 2,7 rebotes, 2,8 asistencias y 9,2 puntos por partido. En la temporada 2017-18, Drammeh siguió siendo un jugador clave para su equipo disputando 29 partidos con una media de 30,3 minutos por encuentro y 3,4 rebotes, 1,9 asistencias y 10,7 puntos por partido. En su último año en el baloncesto universitario estadounidense, la temporada 2018-19, jugó un total de 25 encuentros con 21,9 minutos de media por partido con 2,7 rebotes, 1,6 asistencias y 6,6 puntos por partido.
La temporada 2019-20 regresó al Södertälje Kings de la Basketligan, en el que Drammeh jugó un total de 32 encuentros con una media de 19,1 minutos por partido, 2,28 rebotes, 1,97 asistencias  y 6,19 puntos por partido.
En la Fiba Europe Cup jugó un total de 6 partidos con 18,9 minutos de media por encuentro con 2,33 rebotes, 2,17 asistencias y 5,50 puntos de media por encuentro y en la clasificación para la Basketball Champions League disputó un total de tres partidos con 11 minutos de media por partido con 0,67 rebotes, 1,33 asistencias  y tres puntos de media por encuentro jugado.
El 25 de agosto de 2020, firma por el Palmer Alma Mediterránea Palma de la Liga LEB Oro, durante una temporada. Durante la pretemporada se produciría una lesión en la rodilla y tras someterse a la operación en su país, en octubre de 2020 rescindiría su contrato como jugador del club balear.
En febrero de 2024 retornó a Suecia como fichaje del Uppsala Basket, luego de haber jugado en la Serie B Interregionale de Italia con el Dinamo Brindisi.

## Selección nacional
Drammeh representó internacionalmente a Suecia en categorías juveniles, incluyendo los torneos de la División B del Eurobasket Sub-16 de 2012 y del Eurobasket Sub-18 de 2014, y en la División A del Eurobasket Sub-20 de 2016.